# Військово-технічне співробітництво
Військово-технічне співробітництво — система міжнародних торговельно-економічних відносин, пов'язаних із розробленням, виробництвом, ремонтом, модернізацією, знищенням (утилізацією) та міжнародними передачами товарів військового призначення, які здійснюються на підставі законодавства держави у повній відповідності з міжнародними нормами.
Військово-технічне співробітництво посідає особливе місце в зовнішній політиці кожної держави. Важливість військово-технічного співробітництва полягає у тому, що продаж зброї дає змогу не тільки отримувати прибуток, але й значно впливати на світову політику та зовнішньо-політичний курс інших держав, нарощувати військовий потенціал держав союзників, випробовувати нові зразки озброєнь, а також забезпечувати замовленнями військово-промисловий комплекс. Купівля зброї дозволяє державі швидко наростити військовий потенціал і поліпшити матеріально-технічне забезпечення збройних сил, що в деяких випадках дозволяє оперативно ліквідувати загрози її національній безпеці.
Основні завдання військово-технічного співробітництва будь-якої держави: зміцнення військових відносин зі дружніми та союзними державами; участь у розвитку військової інфраструктури, континентальних і морських театрів воєнних дій; вирішення завдань оперативної та бойової підготовки, морської та повітряної виучки збройних сил; розташування й утримання важливих для обороноздатності військових об'єктів за межами національної території держави; збереження та підтримка виробничих оборонних потужностей за рахунок експорту та надання послуг військового призначення; стимулювання науково-дослідних і дослідно-конструкторських робіт щодо створення нових та модернізації вже створених зразків озброєння та військової техніки.
В Україні військово-технічне співробітництво розглядається як один із основних чинників науково-технологічного розвитку вітчизняного оборонно-промислового комплексу (ОПК), джерело надходження коштів для розроблення новітніх технологій, створення й закупівлі озброєння і військової техніки для потреб Збройних Сил України, інших військових формувань і правоохоронних органів України.